# Antoine Vielliard
Pour les articles homonymes, voir Vielliard.
Antoine Vielliard, né le 31 décembre 1971 à Chêne-Bougeries en Suisse, est un homme politique français. Il était maire de Saint-Julien-en-Genevois (Haute-Savoie)  et vice-président aux transports de la communauté de communes du Genevois de 2014 à 2020.
Il est membre de l’UDF devenue Mouvement démocrate depuis 2007, dont il  est délégué du mouvement départemental.

## Biographie

### Jeunesse et formation
Après une scolarité à Genève, Ville-la-Grand puis Annemasse, il fait ses études à Paris tout d’abord à l’Université Paris-IX Dauphine en Mathématiques appliquées aux Sciences Sociale. Il intègre l’Ecole Supérieure de Commerce de Paris dont il devient président de l’association des élèves.

### Vie professionnelle
Il commence sa carrière professionnelle comme conseiller financier à la Banque Indosuez à Singapour où il travaille dans le domaine du crédit export et des fusions et acquisitions. De retour en France en 1997, il rejoint Procter & Gamble comme responsable marketing dans la catégorie des soins pour la peau, puis des produits ménagers sur la marque Mr. Propre. Il rejoint l’équipe du marketing digitale à Bruxelles en 2000. Après deux années comme directeur acquisition clients à la banque en ligne Cortal-Consors, il rejoint à nouveau Procter&Gamble à Genève de 2004 à 2011 où il travaille successivement sur les lessives, les snacks et les pilesModèle:Références à confirmer.

### Engagement partisan et politique
Il adhère à 19 ans au Centre des démocrates sociaux (CDS), composante de l’UDF où l’on retrouve Claude Birraux, Bernard Bosson, Pierre Méhaignerie et François Bayrou. Le CDS fusionne avec les autres composantes dans la nouvelle UDF et devient le Mouvement démocrate en 2007. Il s’engage successivement dans les campagnes de Raymond Barre (1988), Édouard Balladur (1995), François Bayrou (2002, 2007, 2012). Antoine Vielliard est  délégué du mouvement départemental  Pour les élections présidentielles de 2017, il soutient tout d’abord la candidature d’Alain Juppé. Après la défaite d’Alain Juppé aux primaires, il se tourne vers la candidature d’Emmanuel Macron et lui apporte son parrainage.
En 2005, il s’engage pour le « oui » au référendum français sur le traité établissant une constitution pour l'Europe au travers d’un courrier à tous les habitants du Genevois. Il ouvre le blog Portevoix en septembre 2006 sur les enjeux locaux du Genevois français et du Grand Genève. Année après année, il développe son audience au travers de notes souvent reprises dans la presse locale, notamment lors de la votation sur le réseau Leman Express, ou encore sur la pénurie de logement à Genève.
Il se bat pour le développement maîtrisé d’une agglomération genevoise binationale mieux coordonnée. Défenseur des accords de libre circulation des personnes entre la Suisse et l’Union Européenne, il en demande l’application par la Confédération suisse et dénonce les discriminations à l’emploi pratiquées selon lui en Suisse. À Saint-Julien-en-Genevois il met en œuvre un plan d’économies qui se traduit par une baisse des dépenses de fonctionnement de 7%. Décrié pour ses nombreuses interventions publiques dans le débat genevois, il affirme vouloir « mettre les problèmes sur la table pour y apporter des solutions ».
Emmanuel Macron le désigne comme candidat de la majorité présidentielle "Ensemble" aux élections législatives de juin 2022.

### Carrière politique
Candidat aux élections municipales en 2008 à Saint-Julien-en-Genevois, sa liste obtient 32,47 % des voix. Au second tour, la liste UMP appelle à voter pour la liste PS et il échoue à 84 voix avec 48,72 % des suffrages. Il conduit une liste minoritaire de huit conseillers municipaux de 2008 à 2014.
Candidat aux élections cantonales de 2011 dans le canton de Saint-Julien-en-Genevois, il obtient 19,67 % des voix au premier tour. Il est élu conseiller général au second tour par 53,26 % des voix face au conseiller général sortant Georges Étallaz.
Il conduit une liste aux élections municipales de 2014 à Saint-Julien-en-Genevois face à l’équipe sortante PS et une liste UMP soutenue par la députée Virginie Duby-Muller. La liste « Vive Saint-Julien » obtient 46,28 % des voix au premier tour. Les listes UMP et PS négocient une fusion pour le second tour mais es discussions échouent. La liste conduite par Antoine Vielliard arrive en tête du second tour avec 49,61 % des voix. Il est élu maire par le conseil municipal le 4 avril 2014.
Lors des élections départementales de 2015, le canton de Saint-Julien-en-Genevois est fusionné avec ceux de Frangy et de Seyssel. Christian Monteil, président du conseil général, élu de Seyssel, fait appel à Virginie Duby-Muller, député LR pour faire un binôme. Antoine Vielliard compose un binôme avec Mylène Duclos, conseillère municipale de Frangy et vice-présidente de la communauté de communes du val des Usses. Antoine Vielliard et Mylène Duclos échouent au premier tour avec 19,14 % des voix.
Lors des élections municipales de 2020, il brigue un nouveau mandat avec une équipe renouvelée à 50 %. Il est opposé à la liste « Unis pour Saint-Julien » composée à l’initiative de Véronique Lecauchois (candidate PS aux sénatoriales et législatives) autour d'un groupe de citoyens désirant remettre la démocratie participative comme but premier. D'autres personnalités politiques locales vont ensuite la rejoindre comme Julien Bouchet (ex-député suppléant UMP). Cette liste réunit des personnes engagées politiquement de tout bord, mais aussi des citoyens actifs dans de nombreuses associations et impliqués dans la vie de leur ville. Lors du premier tour le 15 mars 2020, la liste Vielliard perd les élections avec 40,13 % des voix. Quelques jours plus tard, le gouvernement annonce la suspension des conseils municipaux d’installation pour les nouvelles équipes élus, l’équipe sortante reste donc en place. À la suite du conseil municipal d'installation du 28 mai 2020, qui voit Véronique Lecauchois élue maire, il siège dans la minorité avec cinq colistiers dont il demissionne en nov 2021.
Lors des élections législatives de juin 2022, il est choisi pour être le candidat d'Ensemble ! majorité présidentielle dans la 4e circonscription de la Haute-Savoie. Il arrive 3e avec 20,86 % et ne peut pas se maintenir au second tour.